# هيدروكسيلاز 1
هيدروكسيلاز 1أو هيدروكسي فيتامين د 3 أو هيدروكسيلاز ألفا 1(بالإنجليزية 25-Hydroxyvitamin D3 1-alpha-hydroxylase ) المعروف أيضا باسم (السيتوكروم 27B1) هو انزيم حمض الفيتانيك الموجود في البشر، شيفرته الجينية هي (CYP27B1 ) .

## موقعه
يقع هيدروكسيلاز ألفا 1 في أنبوب صغير قريب من الكلى, وأيضا في مجموعة متنوعة من الأنسجة الأخرى، بما في ذلك الجلد ( الخلايا القرنية )، الخلايا المناعية،  والعظام ( بانيات ). وهو انزيم يحفز الهيدروكسيل من كالسيديول إلى الكالسيتريول ( شكل النشطة بيولوجيا من فيتامين .
كالسيديول + NADPH + H + + O 2 \ rightleftharpoons الppكالسيتريول]] + + + NADP H 2 O
| calcidiol 1-monooxygenase                               | calcidiol 1-monooxygenase |
| أرقام التعريف                                           | أرقام التعريف             |
| ------------------------------------------------------- | ------------------------- |
| رقم التصنيف الإنزيمي                                    | 1.14.13.13                |
| رقم التسجيل CAS                                         | 9081-36-1                 |
| قواعد البيانات                                          |                           |
| قاعدة بيانات الإنزيم                                    | راجع IntEnz               |
| قاعدة بيانات براونشفايغ                                 | راجع BRENDA               |
| إكسباسي                                                 | راجع NiceZyme             |
| موسوعة كيوتو                                            | راجع KEGG                 |
| ميتاسيك                                                 | المسار الأيضي             |
| بريام                                                   | ملف التعريف               |
| تركيب بنك بيانات البروتين                               | RCSB PDB PDBe PDBsum      |
| الأونتولوجيا الجينية                                    | AmiGO / EGO               |
| بحث ببمد سنترال مقالات ببمد مقالات أن سي بي آي بروتينات |                           |
| بحث                                                     |                           |
| ببمد سنترال                                             | مقالات                    |
| ببمد                                                    | مقالات                    |
| أن سي بي آي                                             | بروتينات                  |
|                                                         |                           |

| بحث         | بحث      |
| ----------- | -------- |
| ببمد سنترال | مقالات   |
| ببمد        | مقالات   |
| أن سي بي آي | بروتينات |
|             |          |

## مخطط مسار تفاعلي
اضغط على المورثة أو البروتين أو المادة للذهاب إلى المقالة المتعلقة بها.
1. ↑  يمكن تعديل مخطط مسار التكوين التفاعلي في  ويكيباثويز: "VitaminDSynthesis_WP1531".

## وصلات خارجية
- 25-Hydroxyvitamin+D3+1-alpha-Hydroxylase في المكتبة الوطنية الأمريكية للطب نظام فهرسة المواضيع الطبية (MeSH).

- Probiotics increasing levels of 25-hydroxyvitamin D in the blood